# 吉米·奧斯卡·史密斯

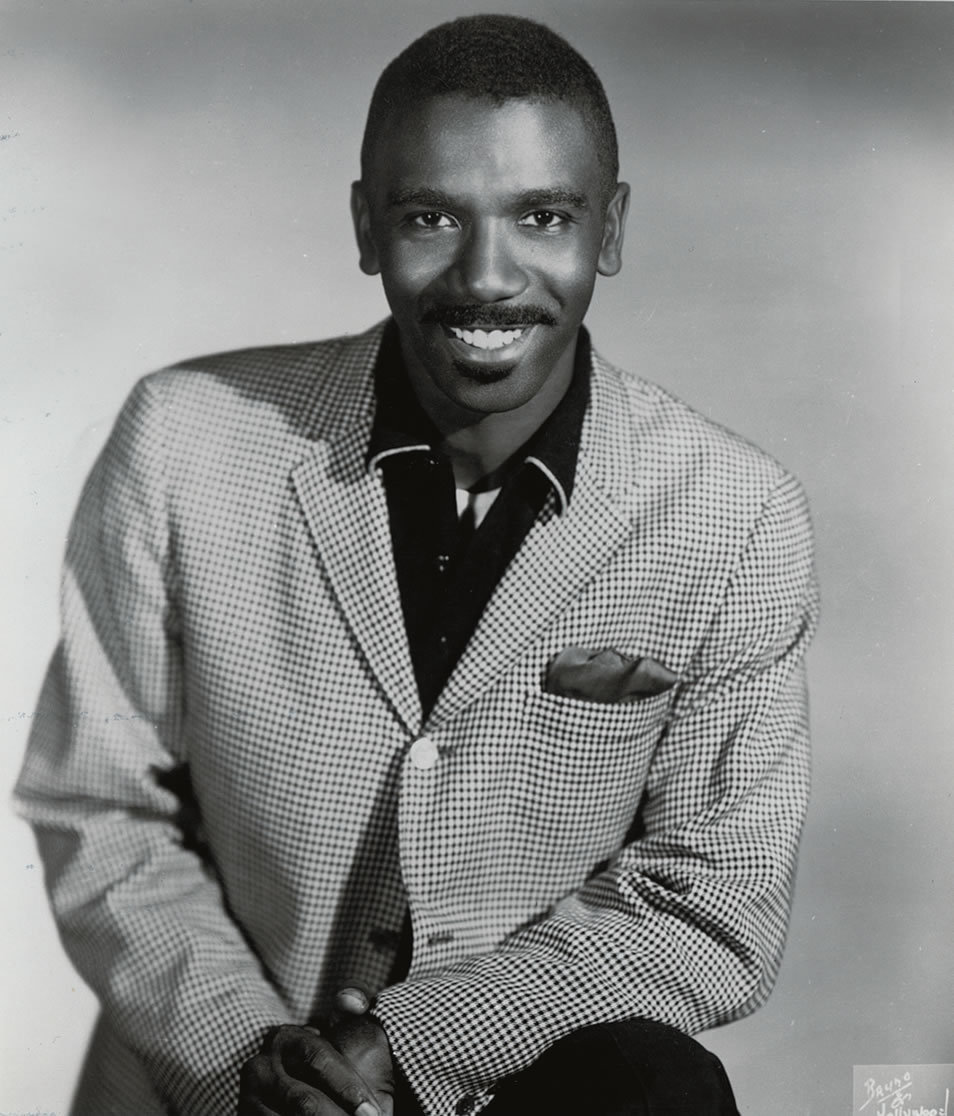
吉米·奧斯卡·史密斯

詹姆斯·奥斯卡·史密斯（James Oscar Smith，1928年12月8日 - 2005年2月8日 ）是一位美国爵士乐音乐家。2005年，史密斯被授予國家藝術基金會爵士大師獎，这是爵士音乐家在美國所能拿到的最高荣誉。 